# Lính Mỹ
Lính Mỹ là người có quốc tịch Mỹ và thuộc biên chế của một trong 6 lực lượng Lục quân Hoa Kỳ, Không quân Hoa Kỳ, Hải quân Hoa Kỳ, Thủy quân lục chiến Hoa Kỳ Tuần duyên Hoa Kỳ. và Lực lượng Không gian Hoa Kỳ Tên gọi khác của lính Mỹ là Yankee (phiên âm tiếng Việt: Y-ăng-ky) vốn bắt nguồn từ Chiến tranh cách mạng Mỹ

## Các cuộc chiến đã tham gia
- Chiến tranh Da Đỏ
- Cách mạng Mỹ
- Chiến tranh Hoa Kỳ-México
- Nội chiến Hoa Kỳ
- Chiến tranh Tây Ban Nha-Mỹ
- Chiến tranh thế giới thứ nhất
- Chiến tranh thế giới thứ hai
- Chiến tranh Triều Tiên
- Chiến tranh Việt Nam
- Chiến tranh vùng Vịnh
- Chiến tranh Nam Tư
- Chiến tranh Iraq
- Chiến tranh Afghanistan (2001–nay)
- Chiến tranh chống khủng bố

## Đặc điểm lính Mỹ
Lính Mỹ là những người tình nguyện gia nhập các lực lượng vũ trang Hoa Kỳ, có nhiều người gốc Châu Phi và gốc Châu Á, được huấn luyện kỹ càng, kể cả những bài huấn luyện về trang bị kỹ năng sinh tồn và trang bị tốt. Họ thường có trình độ học vấn cao, sức khỏe tốt, có kỷ luật. Trong cuộc chiến không cân sức thể hiện sức chiến đấu vượt trội. Tuy nhiên, trong các cuộc chiến cân sức hoặc môi trường tác chiến gian khổ, họ vẫn có tinh thần chiến đấu tốt. Trận đánh tại Guadalcanal, Khe Sanh là minh chứng rõ ràng nhất; trong trận đánh tại Guadalcanal, khi lực lượng hải quân tiếp viện bị Hải quân Nhật chặn đánh ngoài khơi, các binh sĩ thuộc Sư đoàn thủy quân lục chiến số 1 đã rút vào rừng chiến đấu như du kích cầm chân lực lượng Nhật để chờ tiếp viện. Đặc biệt, thương vong của lính Mỹ thường xuyên bị các phương tiện truyền thông đại chúng Hoa Kỳ nghiêm trọng hóa, ví dụ trong Trận đánh Mogadishu, tổn thất 19 lính biệt kích và phi công đã bị truyền thông công kích dữ dội dẫn đến việc Tổng thống Bill Clinton rút toàn bộ lực lượng Mỹ khỏi Somalia
Lính Mỹ còn được gọi là "lính Vua"  vì được trang bị rất đầy đủ: vũ khí tối tân, áo giáp chống đạn, thiết bị nhìn đêm, mặt nạ phòng độc. Trước khi vào trận thì có máy bay ném bom và pháo binh dọn đường, ăn uống tốt, chỗ ở tốt, giải trí có rất nhiều hình thức, lương cao. Khi lính Mỹ chết trận thì người thân được chính phủ trợ cấp. Thi thể lính Mỹ không tìm thấy trong chiến tranh thì sau chiến tranh chính phủ Mỹ vẫn tiếp tục tìm kiếm đến cùng (Việt Nam là một ví dụ), điều này thể hiện tinh thần "No one gets left behind". Ở Việt Nam cũng đã có hiện tượng một số đối tượng vì lợi nhuận và đã xem việc tìm kiếm hài cốt lính Mỹ như một nghề làm ăn, họ rao bán hài cốt lính Mỹ như hàng hóa, có giá cả, mặc cả.